# Ruth Neuberger-Donath
Ruth Neuberger-Donath (geboren 21. Juli 1914 als Ruth Donath in Wien, Österreich-Ungarn; gestorben 13. September 2009) war eine österreichisch-israelische Klassische Philologin.

## Leben
Ruth Donath war eine Tochter von Arnold Donath und Hedwig Heilbrunn. Sie besuchte die Zwi-Perez-Chajes-Schule und studierte Klassische Philologie an der Universität Wien. Sie legte die Prüfungen zum Absolutorium ab und bereitete eine Dissertation zum Thema Der Aufbau der Intrige in der griechischen Tragödie vor. Nach dem Anschluss Österreichs 1938 musste sie als Jüdin das Studium aufgeben. Sie floh 1939 zu Verwandten nach Italien und wurde von der Fluchthilfeorganisation Bricha zu einer Hachschara in die Niederlande geschickt, um sich auf einen landwirtschaftlichen Beruf in Palästina vorzubereiten. Nach der deutschen Eroberung der Niederlande 1940 wurde sie als „U-Boot“ versteckt und überlebte als einer der wenigen Flüchtlinge die deutsche Judenverfolgung in den Niederlanden.
Donath emigrierte 1947 illegal nach Palästina. Sie heiratete Zwi Neuberger, das Paar hatte drei Kinder. 1966 nahm sie ihr Studium wieder auf und studierte erneut Latein, Griechisch und Sanskrit an der Universität Tel Aviv. Neuberger-Donath legte 1968 eine Prüfung zum Master of Arts in Klassischer Philologie bei Benzion Katz (1907–1968) und Haiim Baruch Rosén (1922–1999) ab. Sie wurde danach 1969 an der Universität Wien bei Walther Kraus mit ihrem alten Dissertationsthema promoviert.
Neuberger-Donath arbeitete ab 1975 als Assistentin an der Bar-Ilan-Universität in Ramat Gan und wurde 1980 zur außerordentlichen Professorin ernannt. Sie wurde 1983 emeritiert. Sie publizierte noch im hohen Alter, so 2004 einen Aufsatz über Sprachstrukturen bei Homer in den Wiener Studien.

## Schriften (Auswahl)
- Der Aufbau der Intrige in der griechischen Tragödie. Dissertation Wien 1969 (ungedruckt).
- Sappho Fr. 1.1. Ποικιλóθρον' oder Ποικιλóφρον. In: Wiener Studien. Neue Folge Bd. 3, 1969, S. 15–17.
- Die Rolle des Sklaven in der griechischen Tragödie. In: Classica et Mediaevalia Bd. 31, Fasc. 1–2 (1970)
- Eine Studie über den Diathesenunterschied bei homerischen Verben. In: Scripta Classica Israelica Bd. 2 (1975)
- Beiträge zur Homerinterpretation. In: Studii Clasice Bd. 17 (1977)
- The Obligative Infinitive in Homer and its Relationship to the Imperative. In: Linguistica Europaea. (1979)
- Die Pfeile des Philoktetes. In: Eranos Bd. 77 (1979)
- Deianeira und Medea. In: Scripta Classica Israelica. Bd. 5 (1979/80)
- (Hrsg.): Longini "De sublimitate" lexicon. Olms-Weidmann, Hildesheim 1987, ISBN 3-487-07896-1.
- Τέρεν δάκρυον: θαλερòν δάκρυον: Über den Unterschied der Charakterisierung von Mann und Frau bei Homer. In: Classical Studies. In Honor of David Sohlberg. Ramat Gan 1996, S. 57–60.
- Adverb, Präposition, Präverb in der Sprache Homers. In: Wiener Studien 117, 2004, S. 5–14.